# Schlagball

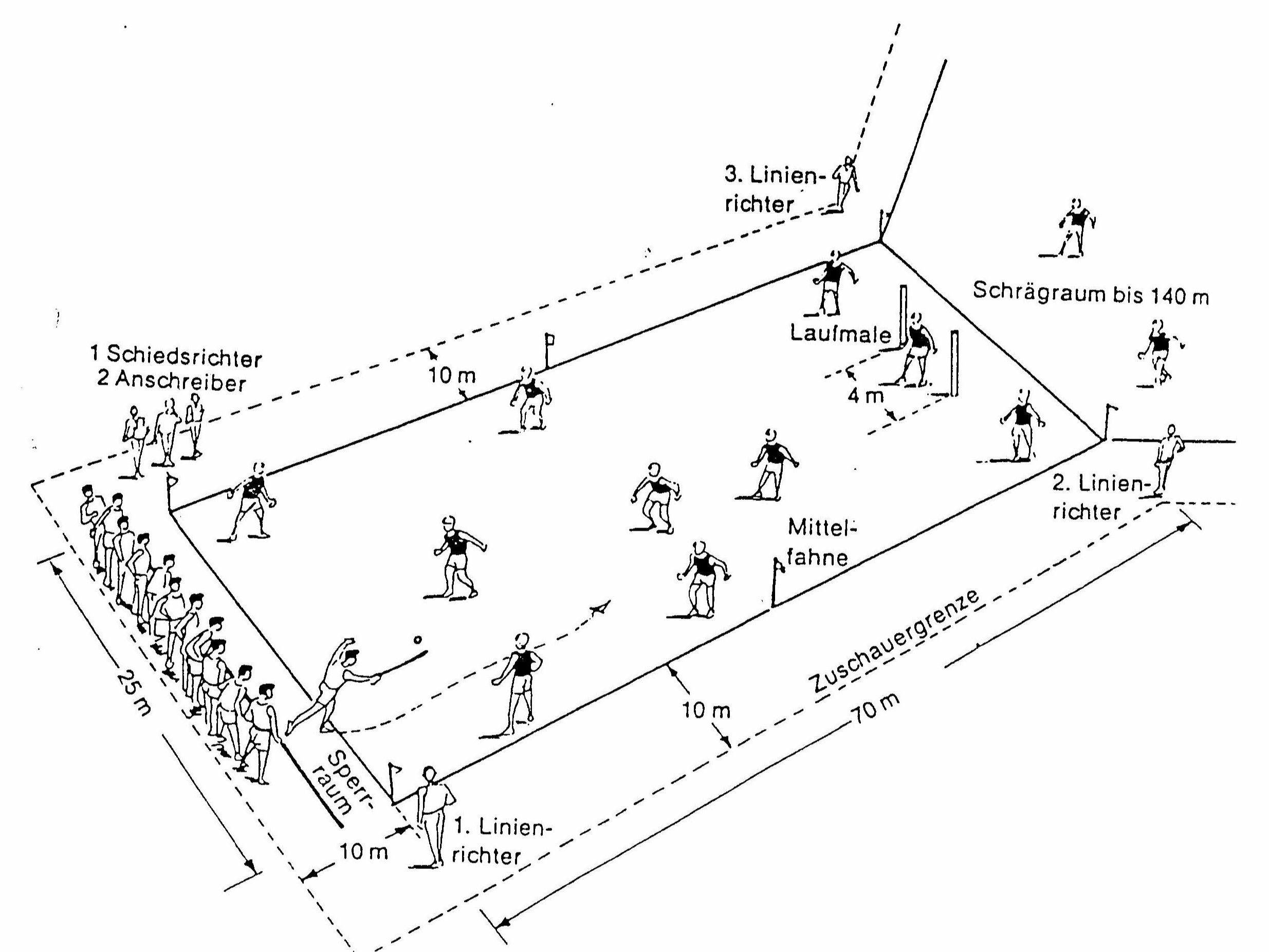
Spielfeld und Aufstellung

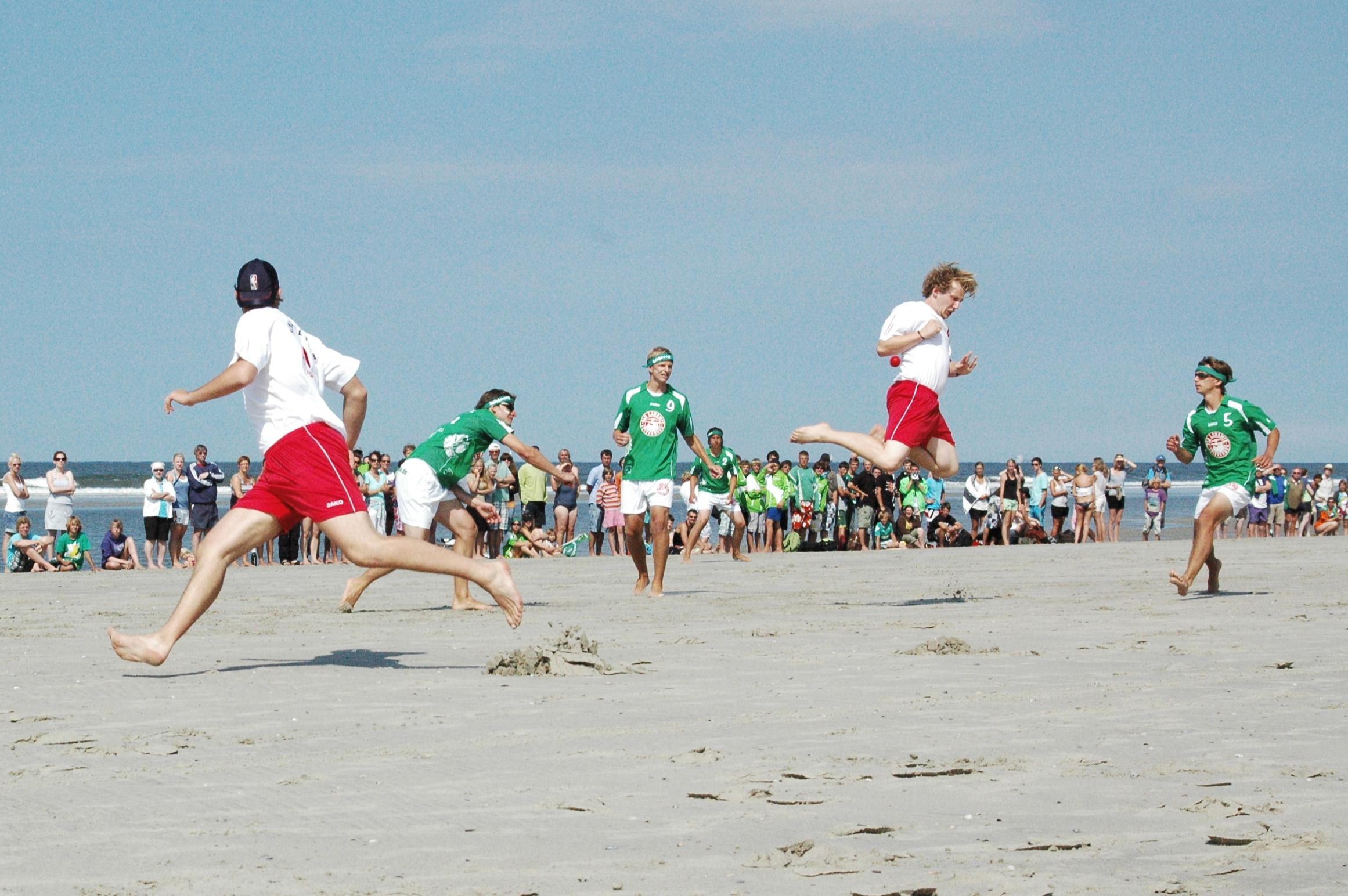
Spiel zwischen Spiekeroog und Langeoog

Schlagball ist eine Mannschaftssportart, bei der zwei Teams mit je zwölf Spielern gegeneinander spielen. Schlagball gilt als Ursprung des Baseballs. Das Spiel wurde früher oft als „Deutschball“ bezeichnet. Ähnliche Spiele sind das russische Lapta, polnische Palant und das rumänische Oină.

## Geschichte

### Ursprünge
Der Ursprung der heute noch bekannten Schlagballspiele geht weit in die Geschichte zurück. Es gilt als historisch belegt, dass bereits Maya, Inka und Chinesen Spiele hatten, bei denen der Ball mit keulenförmigen Schlägern vorangetrieben wurde. Die Parallelen zum Schlagballsport sollten aber nicht überbewertet werden.

### Schlagball in Deutschland
Ende des 18./Anfang des 19. Jahrhunderts entwickelten sich in Europa mehrere verwandte Sportarten, so in England und Irland Rounders, in England Stoolball und Cricket (Criquet), in Schweden Brännbol, in Dänemark Langbold und Rundbold, Pelota im Baskenland sowie Schlagball oder „Deutschball“ in Deutschland (in Österreich auch bekannt als Kaiserball). Die Entstehungsgeschichte bleibt im Dunkeln. Johann Christoph Friedrich GutsMuths beschreibt in seinem 1796 erschienenen Buch Spiele zur Übung und Erholung des Körpers und des Geistes unter der Bezeichnung Das deutsche Ballspiel schon die Grundregeln für das Schlagballspiel und betont:

„Dieses noch nirgends bearbeitete Spiel verdient ganz vorzüglich eine genaue Beschreibung. Unterhaltend zu seyn ist hier mein Zweck nicht; man suche diese trocknen Sachen zu verstehen, die Unterhaltung liegt in der Praxis.“

Neben dem Spielgedanken, dem Spielfeld, dem Ball und dem Schläger (als Raquette bezeichnet) beschreibt GuthsMuths ausführlich die Regeln. Auch eine Skizze des Spielfeldes ist in seinem Buch abgedruckt.
Das Schlagballspiel scheint schon vom frühen 19. Jahrhundert an sehr verbreitet gewesen zu sein. Im Wörterbuch der deutschen Sprache von 1810 wird ein Ball als Schlagball bezeichnet, „sofern er geschlagen, durch einen Schlag fortgetrieben wird“ (also nicht geworfen). In einem medizinischen Werk von 1829 wird ein Schlagball zur Angabe der Größe eines Teils in einem menschlichen Körper herangezogen. Der 1844 geborene Victor Blüthgen schreibt:

„Schlagball war bei gutem Sommerwetter unser tägliches Spiel während meiner Gymnasiastenjahre, ich halte es noch heute für das beste Bewegungsspiel für Jungen.“

Meyers Lexikon von 1909 hat einen Artikel über Schlagball:

„Schlagball (Partieball, Kaiserball), altes deutsches, jetzt durch das englische Lawn-Tennis verdrängtes Bewegungsspiel. Es wird von zwei Parteien zu je 4, 5, 6 oder mehr Personen auf einer Fläche von 40 bis 50 Schritt Länge und 30 Schritt Breite mit einem kleinen elastischen Ball von 5 bis 6 cm Durchmesser und Schlaghölzern gespielt. Die beiden Parteien, die je einen Anführer haben, sind die herrschende (Schlagpartei) und dienende (Fangpartei). Inmitten der beiden schmälern Grenzlinien des Spielrechtecks befinden sich Schlagmal und Fangmal. Vom Schlagmal aus wird der Ball ausgeschenkt, d. h. einem Schläger zugeworfen, der ihn mit dem Holze nach dem Fangmale zu Genossen zu schlagen sucht und danach einen Lauf bis zu diesem Ziel und wieder zurück vollführt. Herrschende wie Dienende streben den Ball zu erhaschen, und letztere sind verpflichtet, ihn ins Schlagmal zurückzuwerfen, sobald sich ihnen nicht sofort Gelegenheit bietet, den Schlag zu gewinnen, worauf die Rollen der Parteien wechseln. Der Schlaggewinn erfolgt: 1) wenn ein Dienender den Ball aus der Luft fängt, 2) wenn ein Dienender mit dem Balle den laufenden Schläger treffen kann, und 3) wenn das Schlagmal beim Einwurfe des Balles von Herrschenden entblößt ist. Sind die Parteien schwach besetzt, so kann das Amt des Aufschenkers entfallen, der erste Schläger schenkt sich dann den Ball selbst auf.“

Regeln für „Schlagball (Deutschball)“ finden sich auch bei Hermann Wagner. Er brachte 1913 ein Spielbuch für Knaben heraus. Zum Schlagball betont er:

„Schlagball (Deutschball). Das Schlagballspiel ist das schönste aller deutschen Jugendspiele; es sollte schon längst das Nationalspiel der Deutschen sein. Es erfordert ein hohes Maß von Schnelligkeit, Gewandtheit und Ausdauer, Mut und schärfster Aufmerksamkeit, es verlangt auf der einen Seite höchste Anspannung aller Kräfte, und gibt auf der andern wieder hinreichend Gelegenheit zum Ausruhen; es ist auch in gesundheitlicher Erziehung vielen andern Spielen vorzuziehen. Es ist aber auch das schwerste aller Spiele und wird daher am besten stufenweise erlernt.“

Michail Gorbatschow schreibt in seinen Memoiren, in den 1930er Jahren habe man sonntags Schlagball gespielt.
Heinrich Böll berichtet in seinem Roman Billard um halb zehn ausführlich vom Schlagballspiel in einem Kölner Gymnasium in der ersten Hälfte des 20. Jahrhunderts.

### Baseball ein Kind des Schlagballs
Es waren europäische Auswanderer, die aus der Heimat die Spiele mitbrachten, aus denen sich in Nordamerika Mitte des 19. Jahrhunderts dann der heute so populäre Baseballsport entwickelte. Paradoxerweise waren es amerikanische Soldaten, die nach dem Zweiten Weltkrieg Baseball quasi als Reimport mit nach Deutschland brachten und die Sportart vor allem in Süddeutschland bekannt machten.

## Spielgedanke
Das Schlagballspiel ist ein Spiel, bei dem sich zwei Parteien von je zwölf oder auch sechs Spielern gegenüberstehen. Gekämpft wird um das Schlagrecht und die höhere Punktzahl nach einer festen Spieldauer. Die Schlagpartei (nach GutsMuths die herrschende Partei) verteidigt das Schlagrecht, und die Feld- oder Fangpartei (nach GutsMuths die dienende Partei) versucht, es zu erringen. Die Schlagpartei mit dem wechselnden Schläger besetzt das Schlagmal und versucht, durch Schläge ihre Läufe zum Laufmal hin- und herzubringen.
Die Feldpartei (mit den Fängern) besetzt das Lauffeld und den Schrägraum in beliebiger Verteilung. Die Fänger versuchen, die geschlagenen Bälle zu fangen oder aufzunehmen, durch Zuspiel die laufenden Schläger einzukreisen und abzuwerfen oder zu treffen, über die Grenzen des Lauffeldes zu treiben oder den Ball zurück ins Schlagmal zu werfen, um den Gegner am Gewinn weiterer Punkte zu hindern.
Bei erfolgreichem Feldspiel der Feldpartei und mit jedem Wechselpunkt erhält die Feldpartei das Schlagrecht, sie wird zur neuen Schlagpartei. Verbunden mit dem Malwechsel zum Schlagmal können die Spieler der neuen Schlagpartei sofort wieder von der neuen Fangpartei abgeworfen werden.

## Gerätschaften
Spielgerät ist ein Lederball, der Schlagball. Das Gewicht des Balles soll vor dem Spiel mindestens 70 g, höchstens 85 g betragen, der Umfang 19 cm bis 21 cm. Das Leder soll wegen der Blendung im Sonnenschein keine helle Farbe haben. Der Regelball soll rot sein, jedoch ist mit Zustimmung beider Teams jede Farbe erlaubt.
Das Schlagholz, auch Klippe genannt, darf unbegrenzt lang sein; es muss aus einheitlichem Naturholz und kreisrund im Querschnitt sein und darf am unteren Ende bis zu 3 cm dick sein. Das Griffende und der Schaft des Holzes dürfen dünner und mit Handschlinge oder Endknauf versehen sein. Das Schlagende darf nicht künstlich beschwert werden. Ein Umwickeln mit Draht, Leder und dergleichen ist verboten. Jeder Spieler darf sein eigenes Schlagholz benutzen. Alle in das Spiel gebrachten Geräte sind Gemeingut.
Die Tickstangen stecken 10 m vor dem Ende des Schlagfeldes in 4 m Abstand im Boden.

## Spielfeld
Das rechteckige Spielfeld ist 70 m × 25 m mit einem sich anschließenden Weitschlagfeld, das sich aus einer Verlängerung der Diagonalen durch das Spielfeld ergibt.
Die Grundlinie ist das Schlagmal, die gegenüber liegende Linie ist das Fangmal. 10 m vor dem Fangmal stehen zwei Tickstangen mit einem Abstand von 4 m. Laufmale sind die Tickstangen. Hinter dem Spielfeld schließt sich in Verlängerung der Diagonalen des Spielfeldes das Weitschlagfeld an.
Das Fangmal ist in den Spielregeln nach Gutsmuths das Laufziel, in den neueren Spielregeln sind es lediglich die Tickstangen.

## Spielverlauf
Ein Spiel dauert eine Stunde, es gibt keine Pause.

### Schlagmannschaft
Die Spieler der Schlagmannschaft bringen in der Reihenfolge ihrer Nummern den Ball ins Spiel, indem sie ihn sich selber vorwerfen und mit dem Schlagholz zu treffen versuchen. Gelingt das, hat der betreffende Spieler das Laufrecht. Gelaufen werden darf allerdings nur, wenn der Ball gültig ins Spiel gebracht wurde; also wenn der Ball in das Spielfeld oder darüber hinaus in das Weitschlagfeld geschlagen wurde.
Kommt der Ball außerhalb dieses Bereiches wieder zu Boden oder rollt er nach Bodenberührung in der vorderen Hälfte des Spielfeldes ins Aus, so ist er „tot“ und es darf nicht gelaufen werden. Ist er jedoch gültig ins Spiel gebracht, so dürfen alle Spieler der Schlagmannschaft, die das Laufrecht erworben haben, laufen. Ziel des Laufens ist es, quer durch das Spielfeld zu einer der Tickstangen und wieder zurück ins Schlagmal zu laufen. Hin- und Rücklauf müssen nicht auf einmal geschehen, man kann sie auch auf mehrere Schläge verteilen. Nach erfolgtem Lauf erhält der Spieler erneut das Schlagrecht.

### Feldmannschaft
Die Feldmannschaft versucht den geschlagenen Ball zu fangen oder vom Boden aufzunehmen und damit einen Läufer der Schlagmannschaft abzuwerfen. Im Schlagmal, an der Grundlinie und an den Tickstangen kann ein Spieler nicht abgeworfen werden.

## Wechsel
Gelingt das Abwerfen, so findet sofort ein Wechsel statt. Das heißt, dass die bisherige Schlagmannschaft umgehend zur neuen Feldmannschaft wird und umgekehrt. Während die neue Feldmannschaft sich nunmehr über das Spielfeld verteilt, müssen die Spieler der neuen Schlagmannschaft schnellstmöglich ins Schlagmal oder an die Tickstangen eilen, da sie ansonsten sofort abgeworfen werden können, was einen erneuten Wechsel zur Folge hätte.
Wechselbedingungen

Trifft der Ball eines Feldspielers einen Spieler der Schlagmannschaft, wird sofort gewechselt. Verlässt ein Spieler der Schlagmannschaft beim Laufen das Spielfeld, wird dies mit einem Strafwechsel geahndet.

## Punkteregeln
Für bestimmte Leistungen werden einzelne Punkte vergeben. Es gibt fünf verschiedene Möglichkeiten Punkte zu erhalten, diese sind gleichwertig und werden zum Punktestand addiert.
Laufpunkt

Schafft es ein Spieler der Schlagmannschaft, nach Erwerb des Laufrechts zu einer der Tickstangen und zurück ins Schlagmal zu laufen, ohne dass zwischenzeitlich ein Wechsel stattgefunden hat, so erhält die Schlagmannschaft einen Laufpunkt.
Weitschlagpunkt

Schlägt ein Spieler den Ball über das Spielfeld hinaus in das dahinter liegende Weitschlagfeld, also weiter als 70 Meter, so erhält die Schlagmannschaft einen Weitschlagpunkt.
Wechselpunkt

Wird ein Läufer von einem Spieler der Feldmannschaft abgeworfen, so erhält die Feldmannschaft einen Wechselpunkt. Erzwingt die Feldpartei durch Abdrängen eines Läufers der Schlagmannschaft aus dem Spielfeld hinaus den Wechsel des Schlagrechts, erhält sie keinen Wechselpunkt.
Fangpunkt

Wird der geschlagene Ball von einem Spieler der Feldmannschaft direkt aus der Luft, mit einer Hand und ohne Nachgreifen gefangen, so erhält die Feldmannschaft einen Fangpunkt. Fangpunkte werden auch bei ins Aus geschlagenen, ungültigen Schlägen der Schlagmannschaft durch Fangen des Balls gemacht.
Strafwechselpunkt

Wird vom Schiedsrichter ein Strafwechsel verhängt (z. B. wegen unsportlichen Verhaltens oder wegen Gefährdung eines Gegners beim Verlieren des Schlagholzes im Schlag), so bekommt die neue Schlagmannschaft einen Punkt.

## Organisation
Schlagball ist eine alte Sportart, die seit den Anfängen der deutschen Turn- und Sportbewegung im 19. Jahrhundert zu den üblichen Mannschaftssportarten zählte und sich bis lange nach dem Zweiten Weltkrieg in Deutschland größter Beliebtheit erfreute. Bis in die 1950er Jahre wurde Schlagball als Turnspiel im Deutschen Turner-Bund wettkampfmäßig betrieben, danach noch einige Jahre im Sportunterricht an Schulen gelehrt. Die letzte offizielle deutsche Meisterschaft errang 1954 der TV Arbergen aus Bremen. Von dem einst sehr verbreiteten Wettkampf ist im organisierten Sport heute der Schlagballweitwurf in der Kinderleichtathletik und bei Bundesjugendspielen übrig geblieben.

## Schlagball heute
Heute ist Schlagball zwar nur selten zu sehen, wird aber unter anderem in Kiel (Kieler Keulen), Köln (Hickory Köln 08), Berlin (Fang und Abwurf) Hamburg (Likedeeler), Mülheim an der Ruhr, Fürstenau, Osnabrück sowie auf den Inseln Langeoog und Spiekeroog regelmäßig betrieben. Auf der Insel Langeoog fertigt ein Fachmann Schlaghölzer. In Workshops kommen Aktive auf dieser Insel zum Erfahrungsaustausch über Schlaghölzer zusammen.

### Inselwettkampf Langeoog – Spiekeroog
In den Sommerferien findet seit 1958 abwechselnd auf den Inseln Langeoog und Spiekeroog ein Wettkampf zwischen Teams der beiden Inseln statt, in der Regel früher in geraden Jahren auf Spiekeroog, in ungeraden auf Langeoog. Während früher Langeoog dominierte, hat seit einigen Jahren Spiekeroog die Oberhand. 2015 holte zwar Spiekeroog im 69. Turnier mit Siegen der Damen- und der Herren-Mannschaft die Pokale, aber die Langeooger gemischte Jugendmannschaft gewann ihr Spiel und wurde vom Spiekerooger Inselboten als stark eingeschätzt, mit ihr müsse in Zukunft gerechnet werden. 2020 und 2021 fiel der Wettkampf wegen der Corona-Pandemie aus. 2022 gewannen Spiekeroogs Teams auf Langeoog, 2023 fand das Turnier Ende Juli auf Spiekeroog statt, die Teams von Jugend, Damen und Herren von Spiekeroog gewannen. 2024 gewann Langeoog vor heimischem Publikum bei den Damen mit 57 zu 45, während die Jugendmannschaften mit 39 zu 39 unentschieden   spielten und die Herrenmannschaft aus Spiekeroog ihr Spiel mit 56 zu 41 gewann.

### Andere Wettkämpfe
In Kiel gibt es zweimal im Jahr Turniere, für die sich alle Mannschaften anmelden können. Die Hermann Lietz-Schule Spiekeroog führt jedes Jahr zu Himmelfahrt ein Turnier durch, zu dem besonders Mannschaften mit jugendlichen Spielern eingeladen sind. Am Himmelfahrtswochenende 2016 nahmen elf Mannschaften am Turnier teil: je eine Schülermannschaft aus Fürstenau und Hamburg-Winterhude sowie Mannschaften aus Köln, aus Mülheim (Platz 1), zwei Mannschaften, die aus Spiekerooger Gästen bestanden (eine davon Platz 2), eine aus Langeoog-Gästen, die Hamburg-Piraten und eine gemischte Kiel-Berlin-Mannschaft. Die Kreisjugendfeuerwehr des Landkreises Diepholz führt in ihrem Zeltlager jedes Jahr ein Schlagball-Turnier durch. Die Dorfjugend Luttum veranstaltet jedes Jahr ein traditionelles Schlagballspiel.

### Schlagball in Polen
In Janowitz (Cyprzanów) im seit 1945 polnischen Oberschlesien ist das regional einst weit verbreitete Spiel, das im Spielverein Janowitz begründet wurde, heute noch fest verankert. Man sieht sich als Quasi-Nationalmannschaft Polens. Janowitz ist ein Ortsteil von Groß Peterwitz. Die polnischen Teams nahmen schon an Wettkämpfen in Deutschland teil, so auch 2011 in Berlin.

### Schlagball in Rumänien
Auch in Rumänien wird ausgangs des 20. und eingangs des 21. Jahrhunderts Schlagball gespielt. Rumänische Mannschaften nahmen an Turnieren in Berlin und in Polen teil.